# Lise Bissonnette
Pour les articles homonymes, voir Bissonnette.
Lise Bissonnette est une auteure, journaliste et gestionnaire québécoise, née le 13 décembre 1945 à Rouyn en Abitibi-Témiscamingue.

## Biographie
Lise Bissonnette est fille de commerçant modeste et sixième d’une famille de sept enfants,.
Après avoir accompli ses études en pédagogie et en sciences de l’éducation à l’Université de Montréal (1965-1968), elle entreprend un doctorat en France (1968-1969), d’abord, à l’Université de Strasbourg, puis à l’École des hautes études commerciales de Paris. Recrutée par le Comité exécutif de l’Université du Québec à Montréal (UQAM) pour collaborer à la définition des objectifs académiques de l’institution, elle suspend ses études doctorales en 1970 pour se consacrer à plein temps à la coordination de la Famille des arts et de la Famille de la formation des maîtres .

## Carrière journalistique

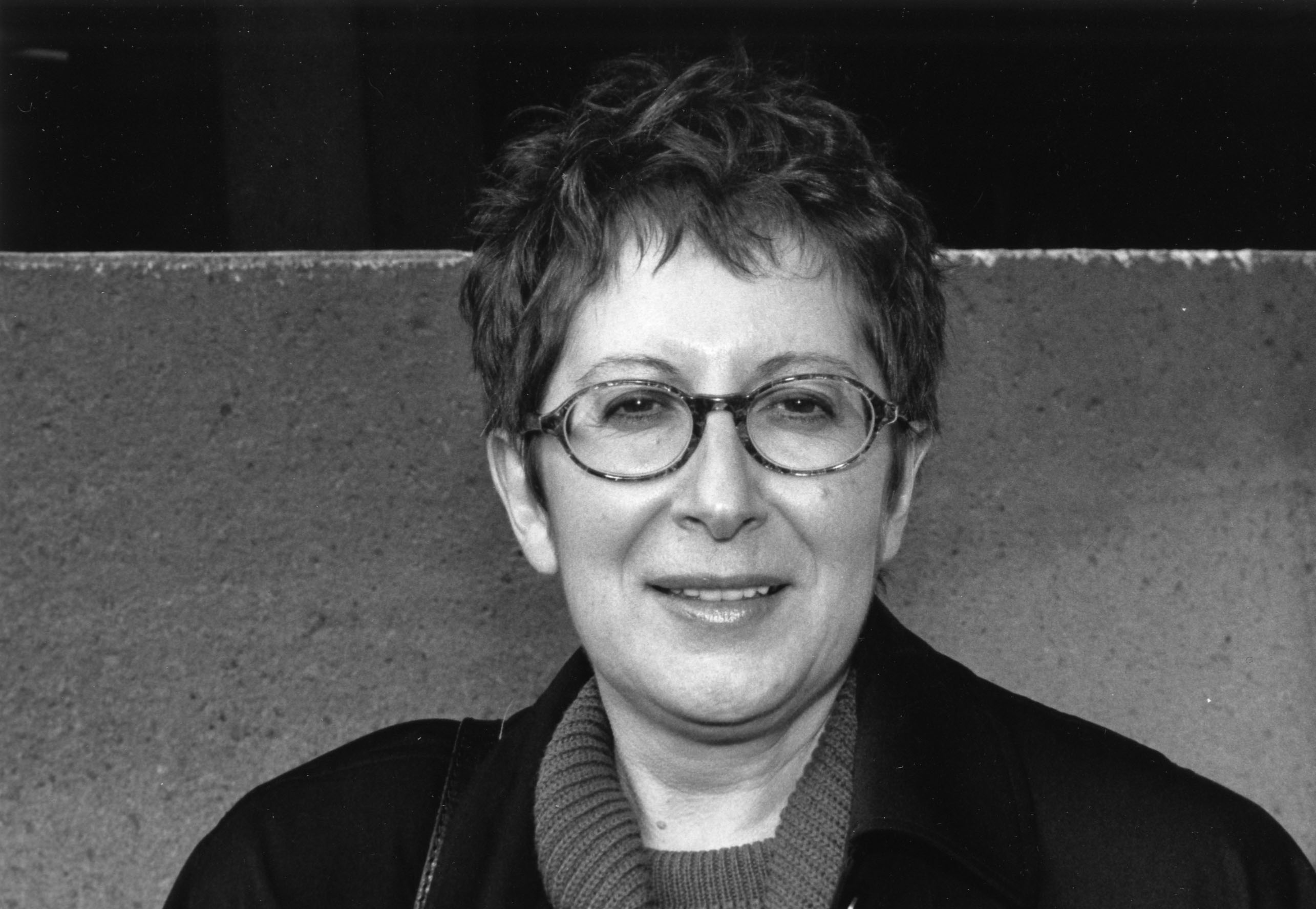
Lise Bissonnette, photographiée en 1993

Lise Bissonnette commence sa carrière de journaliste en 1974 pour le quotidien national Le Devoir pour lequel elle sera nommée, plus tard, première femme à devenir directrice (1990-1998),.
Jusqu’en 1985, elle occupera successivement les postes de correspondante parlementaire à Québec et à Ottawa, éditorialiste, puis rédactrice en chef. Pour des raisons politiques, elle quitte ses fonctions en 1986, et fait sa marque à titre de journaliste indépendante. Sa signature apparaît notamment dans les pages du magazine l’Actualité et des quotidiens Le Soleil et le Globe & Mail. Son public est large, sa parole est directe, et ses idées controversées à propos de l’éducation, de la condition féminine et de l’indépendance du Québec alimentent sans cesse le débat public.
À la suite d'une offre professionnelle de reprendre les rênes du journal Le Devoir, Lise Bissonnette s’attaque à relever le quotidien, alors au bord de la faillite : recherche de financement massif, déménagements des locaux au centre-ville de Montréal et refonte du contenu du journal seront les principaux changements qu’elle a apportés,.

## Carrière en gestion et administration
Parmi les chevaux de bataille de la journaliste, la démocratisation de la culture trouve une place de choix. Lise Bissonnette signe plusieurs éditoriaux dans lesquels elle en appelle de la création d’une Grande Bibliothèque et participe aux discussions sur l’avenir à donner à la Bibliothèque de Montréal. Lucien Bouchard, alors premier ministre du Québec, la mandate en tant que présidente-directrice générale de mener à bien ce projet de société.
De la supervision de l’imposant chantier de construction à l’organisation de services, en passant par la vision à donner à ce lieu de vie qu’elle souhaite rassembleur et chaleureux, Lise Bissonnette sera une figure majeure de cette nouvelle institution. C’est sous sa gouverne et ses recommandations que s’effectuera la fusion entre la Bibliothèque nationale, les archives nationales et la Grande Bibliothèque un an après son inauguration en 2006.
Après 11 ans à la tête de cette institution, elle quitte ses fonctions en 2009 pour se consacrer à un doctorat en lettres qui sera publié en 2016. Malgré son départ, elle n’hésite pas aujourd’hui encore à commenter et à critiquer les transformations de la Grande Bibliothèque depuis sa création.
En 2011, elle accepte un mandat de la Régie des installations olympiques, pour faire des recommandations sur l'avenir du Parc olympique.
En 2013 et jusqu'en 2018, elle est nommée présidente du conseil d'administration de l'UQAM.
En mémoire de ses réalisations, le fonds d’archives Lise Bissonnette (CLG66) est conservé au centre d’archives de Montréal de Bibliothèque et Archives nationales du Québec .

## Carrière littéraire
En 1991, avec son texte « Robes » publié dans l’ouvrage collectif Avoir 17 ans (nouvelles), Lise Bissonnette fait ses débuts en littérature non journalistique. Elle est à ce jour, co-auteure de onze ouvrages, deux recueils d’articles, deux essais, trois nouvelles et quatre romans. À trois reprises, elle sera nommée finaliste pour le prestigieux prix littéraire du Gouverneur général du Canada .

## Œuvres
- 1987 : Lise Bissonnette, La Passion du présent : chroniques, Montréal, Éditions du Boréal, coll. « Papiers collés », 1987, 328 p., 23 cm (ISBN 978-2-89052-190-2)« Les textes ici rassemblés ont d'abord été publiés dans Le Devoir. » - p. [4] de la couverture.
- 1991 : Robert Lévesque (dir.), Christian Mistral, Anne Dandurand, Normand Chaurette, Louis Hamelin, Michel Tremblay, Yves Navarre, Jean Basile, Lise Bissonnette et alii : Jean-François Chassay, Marco Micone, Lise Gauvin, Avoir 17 ans : nouvelles, Montréal, Québec Amérique, coll. « Littérature d'Amérique », 1991, 156 p. (ISBN 2-89037-550-1), « Robes »Dix écrivains québécois et un Français de passage (Yves Navarre), à l'instigation du quotidien Le Devoir, soulignent ici l'année du centenaire de la mort du poète Arthur Rimbaud, qui avait écrit « On n'est pas sérieux quand on a 17 ans ».
- 1992 : Lise Bissonnette, Marie suivait l'été : roman, Montréal, Éditions du Boréal, 1992, 125 p., 22 cm (ISBN 978-2-89052-488-0)
  - Aussi : au Seuil, Paris, 1993
  - Aussi : en édition limitée (épuisée), avec sérigraphies de Laurence Cardinal, aux Éditions de la Canoterie, Québec, 1992, 1 portefeuille (56 p., [8] feuilles de pl.) : ill. (1 en coul.) : 45 centimètres.  (ISBN 2-9802-7225-6) (en cahiers dans un emboîtage).
- 1993 : (en) Lise Bissonnette (trad. Sheila Fischman), Following the Summer : A novel [« Marie suivait l'été : roman »], Concord (Ontario), House of Anansi Press, 1993, 100 p., 21 cm (ISBN 0-88784-543-6, lire en ligne)
- 1995 : Lise Bissonnette, Choses crues : roman, Montréal, Éditions du Boréal, 1997 (1re éd. 1995), 137 p., 22 cm (ISBN 2-89052-686-0 et 978-2-8905-2686-0)
- 1996 : (en) Lise Bissonnette (trad. Sheila Fischman), Affairs of Art : A novel [« Choses crues : roman »], Concord (Ontario), House of Anansi Press, 1996, 119 p., 21 cm (ISBN 0-88784-583-5)
- 1997 : Lise Bissonnette, Quittes et Doubles : scènes de réciprocité : nouvelles, Montréal, Éditions du Boréal, 1997, 165 p., 22 cm (ISBN 2-89052-831-6 et 978-2-8905-2831-4)
- 1998 : (en) Lise Bissonnette (trad. Sheila Fischman), Cruelties : Stories [« Quittes et Doubles : scènes de réciprocité : nouvelles »], Concord (Ontario), House of Anansi Press, 1998, 160 p., 22 cm (ISBN 0-88784-630-0)
- 1998 : Lise Bissonnette, Toujours la passion du présent : chroniques, Montréal, Éditions du Boréal, coll. « Papiers collés », 1998, 277 p., 23 cm (ISBN 2-89052-941-X et 978-2-8905-2941-0)« Sélection d'éditoriaux et de chroniques parus dans Le devoir ainsi que quelques textes issus du Globe and Mail. » - p. [4] de la couverture.
- 2001 : Lise Bissonnette, Un lieu approprié : roman, Montréal, Éditions du Boréal, 2001, 198 p. (ISBN 2-7646-0119-0 et 978-2-7646-0119-8)
- 2001 : Lise Bissonnette, Des lettres et des saisons : essai (autobiographique), Trois-Pistoles, Éditions Trois-Pistoles, 2001, 137 p., 20 cm, [2] p. de pl. : ill., 2 fac-sim. (ISBN 2-89583-006-1 et 978-2-8958-3006-1)
- 2002 : (en) Lise Bissonnette (trad. Sheila Fischman), An Appropriate Place : a novel [« Un lieu approprié : roman »], Concord (Ontario), House of Anansi Press, 2002
- 2004 : Lise Bissonnette, Michael Delisle, Trevor Ferguson, Marie-Sissi Labrèche, Robert Lalonde et Jean Fugère (dir.), Montréal, la marge au cœur, Paris, Autrement, 2004, 157 p., 14 cm x 22 cm x 1 cm (ISBN 2-7467-0510-9 et 978-2-7467-0510-4), « Comme si de rien n'était »
- 2005 : Lise Bissonnette, Un lieu approprié : roman, Montréal, Hurtubise HMH, 2005 (1re éd. 2001) (ISBN 2-89428-844-1)
- 2006 : Lise Bissonnette, La Flouve : le parfum de Balzac, Montréal, Hurtubise HMH, avril 2006, 126 p., 22 cm, ill. en coul., portr. (ISBN 2-89428-844-1 et 978-2-8942-8844-3)Avec la collaboration de Pierre Thibault. Catégorie : Architecture, Design.
- 2016 : Lise Bissonnette, Maurice Sand : Une œuvre et son brisant au 19e siècle, Montréal, Presses de l'Université de Montréal, septembre 2016, 484 p. (ISBN 978-2-7606-3605-7, 9782760636071 et 9782760636064)

## Distinctions

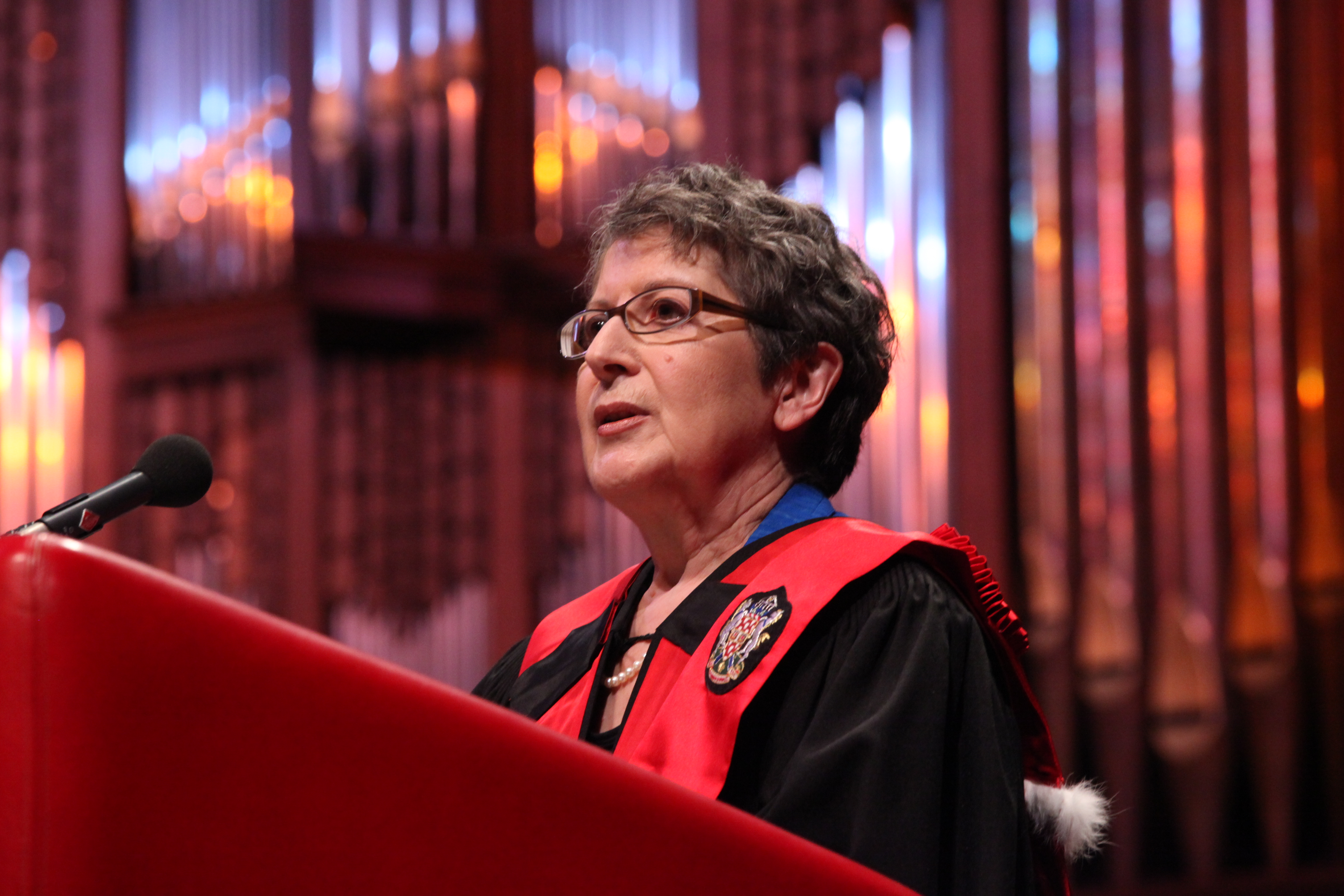
Lise Bissonnette recevant un doctorat honorifique de l'Université d'Ottawa, en juin 2011

- 1986 : Docteur honoris causa, de l'Université Concordia
- 1988 : Docteur honoris causa en lettres, de l'Université Laurentienne
- 1992 : Docteur honoris causa en éducation, de l'Université de Sherbrooke
- 1993 : Membre de l'Ordre des francophones d'Amérique
- 1994 : Membre de la Société royale du Canada
- 1996 : Intronisée au Panthéon du journalisme canadien
- 1996 : Docteur honoris causa en éducation, de l'Université Laval
- 1998 : Chevalier de l'ordre de la Pléiade, de l'Assemblée parlementaire de la Francophonie
- 1998 : Médaille de l'Académie des lettres du Québec
- 1998 : Officier de l'Ordre national du Québec
- 2000 : Officier de la Légion d'honneur, de France
- 2003 : Docteur honoris causa en lettres, langues et communications, de l'UQAM
- 2004 : Membre de l'Académie des lettres du Québec
- 2006 : Docteur honoris causa en éducation, de l'Université de Montréal
- 2007 : Prix Réalisations 2007 du Réseau des femmes d'affaires du Québec
- 2007 : Docteur honoris causa en lettres, de l'Université McGill
- 2009 : Prix Fleury-Mesplet
- 2009 : Prix Hommage 2009, de l'Institut d'administration publique de Québec (IAPQ)
- 2010 : Prix Georges-Émile-Lapalme
- 2011 : Doctorat honorifique de la faculté des sciences sociales de l'Université d'Ottawa[12]
- 2016 : Commandeure de l'Ordre de Montréal
- 2019 - Parmi les portraits des vingt-et-une Montréalaises exceptionnelles qui se démarquent sur les plans social, scientifique et culturel[13]